# Vayer Lajos
Vayer Lajos (Budapest, 1913. június 30. – Budapest, 2001. március 31.) Széchenyi-díjas művészettörténész, az MTA rendes tagja (1991).

## Családja
Tanár-családból származott, atyja, id. Vayer Lajos (1879–1955) latint és görögöt tanított, tankönyveket írt, édesanyja Neugebauer Sarolta.
1938-ban vette feleségül Zibolen Ágnest, ő is művészettörténettel foglalkozott, egy fiú gyermekük született Vayer Tamás, aki a Tavaszmező utcai gimnáziumban érettségizett. Az édesanya 1999-ben, a fiú atyja halála után két hónappal halt meg.

## Életpályája
Felsőfokú tanulmányokat a budapesti egyetemen folytatott történelem-művészettörténet szakon (1931-1935), 1935-ben kapott diplomát. Domanovszky Sándor, Hajnal István, Szentpétery Imre, Hekler Antal nagy hatással voltak történelmi, művelődéstörténeti és művészettörténeti tanulmányaira.
Egyetemi doktori disszertációját a barokk művészetről írta Gerevich Tibor témavezetésével. Pályáját 19336-ban a Szépművészeti Múzeum részét képező Történelmi Képcsarnokban kezdte, majd 1937-1950 között osztályvezetője volt az 1940-ben a Magyar Nemzeti Múzeumba áthelyezett gyűjteménynek. 1946-ban egyetemi magántanárrá habilitálták. 1947-ben elnyerte a Római Magyar Akadémia ösztöndíját, hazatérve a Szépművészeti Múzeum főigazgató-helyettesi beosztásában dolgozott (1949-1955). 1952-ben a művészettörténet tudomány kandidátusa, 1961-ben doktora. 1958-1978 közt az ELTE Művészettörténeti Tanszéken tanszékvezető egyetemi tanár. Nyugalomba vonulása után is aktív szereplője maradt a tudományos közéletnek, kivéve életének utolsó két évét, amikor már beteg volt.
Az Acta Historiae Artium című művészeti szakfolyóiratot szerkesztette 1957-88 közt. A velencei biennálé magyar miniszteri biztosa 1958-78 közt. 1975-ben a Princetoni Egyetem meghívott professzora. 1990-ben akadémiai levelező taggá, 1991-ben rendes taggá választották. 1978-ban tanítványai emlékkönyvet adtak ki 65. születésnapja alkalmából. 1993-ban, 80. születésnapján, a Magyar Nemzeti Galériában rendeztek kiállítást tiszteletére.

## Kutatási területe
A régi európai, elsősorban a reneszánsz művészet, az ikonográfia és ikonológia, a grafikus művészetek, valamint a 19-20. század magyar művészete.

## Főbb művei[4]
- Pázmány Péter ikonográfiája. Egy. doktori értek. is. (Századok, 1935)
- Szelepcsényi György, a művész. (Bp., 1937)
- Magyar uralkodók. (Bp., 1942)
- Martinovics képmásai. (Századok, 1946)
- Kossuth alakja az egykorú művészetben. (Emlékkönyv Kossuth Lajos születése 150. évfordulójára. Bp., 1952)
- Rembrandt. (Bp., 1953, 2. kiad. 1955, angolul is)
- A rajzművészet mesterei. XIV–XVIII. század. A Szépművészeti Múzeum régi külföldi rajzgyűjteményének legszebb lapjai. (Bp., 1957, 2. kiad. 1972, német és olasz nyelven)
- Masolino és a római reneszánsz kezdetei. A San Clemente-bazilika freskóciklusa. Doktori értek. is. (Bp., 1962)
- Az itáliai reneszánsz művészete. Egy. tankönyv. (Bp., 1982, 2. kiad. 1998)
- A Psychomachia és a Legenda aurea. Piero della Francesca arezzói főművének ikonológiai problémái, 1987
- Raffaello freskói a Vatikánban. (Bp., 1987)
- Témák, formák, ideák. Vál. tanulmányok a festészet, a szobrászat és a grafika művészetének történetéből. (Bp., 1988)
- Piero della Francesca arezzói ciklusának ikonológiája – példa a művészettörténet-tudomány interdiszciplinaritására. Akadémiai székfoglaló. (Elhangzott: 1990. dec. 13.)

## Társasági tagság
- Az UNESCO Nemzetközi Művészettörténeti Bizottságának elnöke (1969-73), majd tiszteletbeli tagja

## Díjak, elismerések
- Akadémiai Díj (1964)
- Herder-díj (1968)
- Széchenyi-díj (1993)